# Václav Levý
Václav Levý (ur. 14 września 1820 w Nebřezinach, zm. 30 kwietnia 1870 w Pradze) – czeski rzeźbiarz monumentalny, tworzący w XIX wieku.
Swoją przygodę artystyczną rozpoczynał jako samouk. Początkowo nauczył się stolarki i wykonywał rzeźby z drewna. Swoje pierwsze kamienne dzieła (głowy) tworzył około 1845 w skałach, nieopodal Liběchova, gdzie pracował w pałacu, jako kucharz. Na polecenie swojego mecenasa – A.Veitha, pojechał studiować rzeźbę do Monachium. Po powrocie do Pragi nie uzyskał jednak żadnego zatrudnienia artystycznego. Przez następne pięć lat zrobił tylko dwie rzeźby. Z tej przyczyny wyjechał do Rzymu i dopiero tutaj zyskał uznanie swymi monumentalnymi dziełami. W 1867 powrócił po raz kolejny do Pragi, gdzie m.in. był nauczycielem Josefa Václava Myslbeka.
Pochowany na Cmentarzu Wyszehradzkim w Pradze.

## Bibliografia

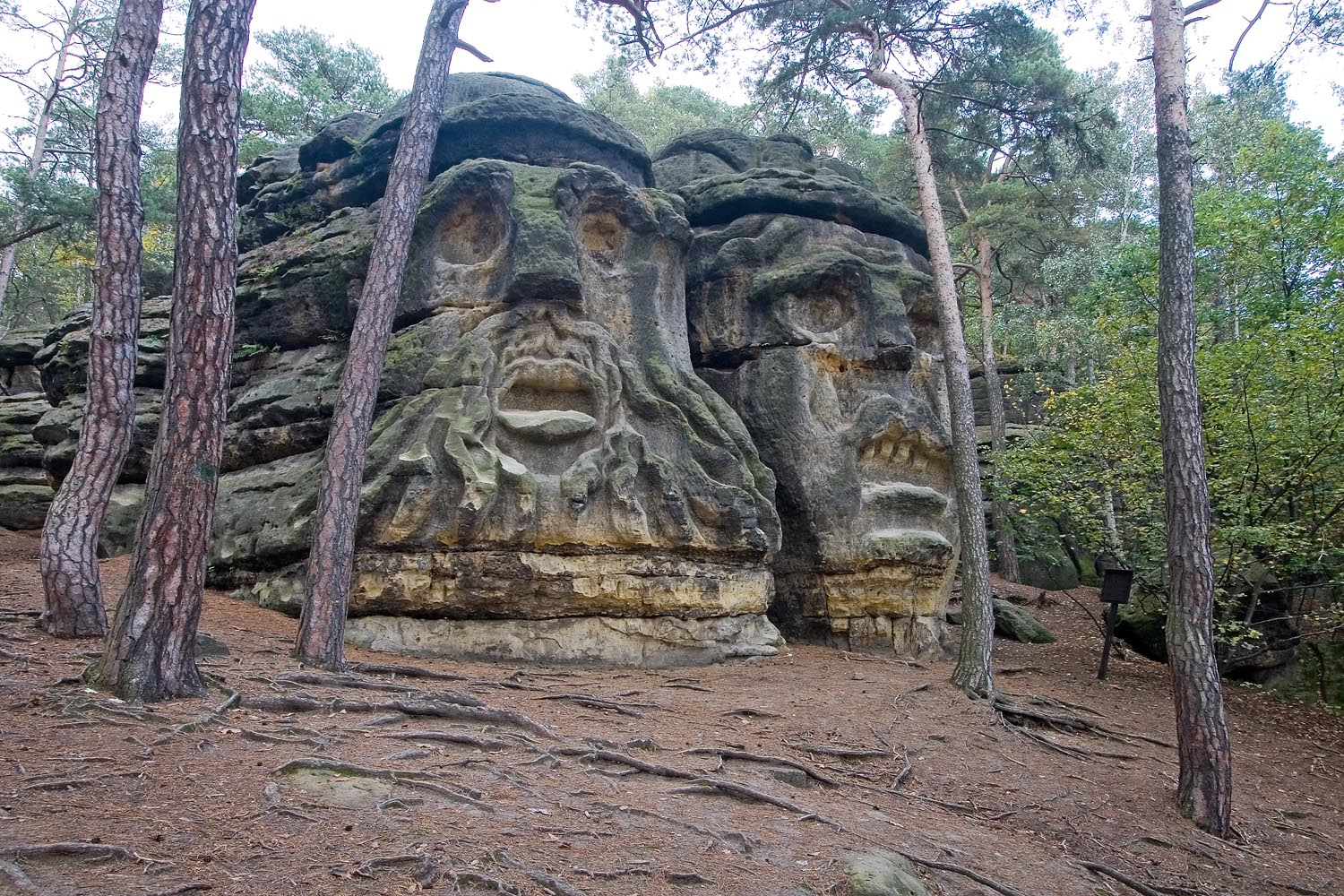
Diabelskie Głowy
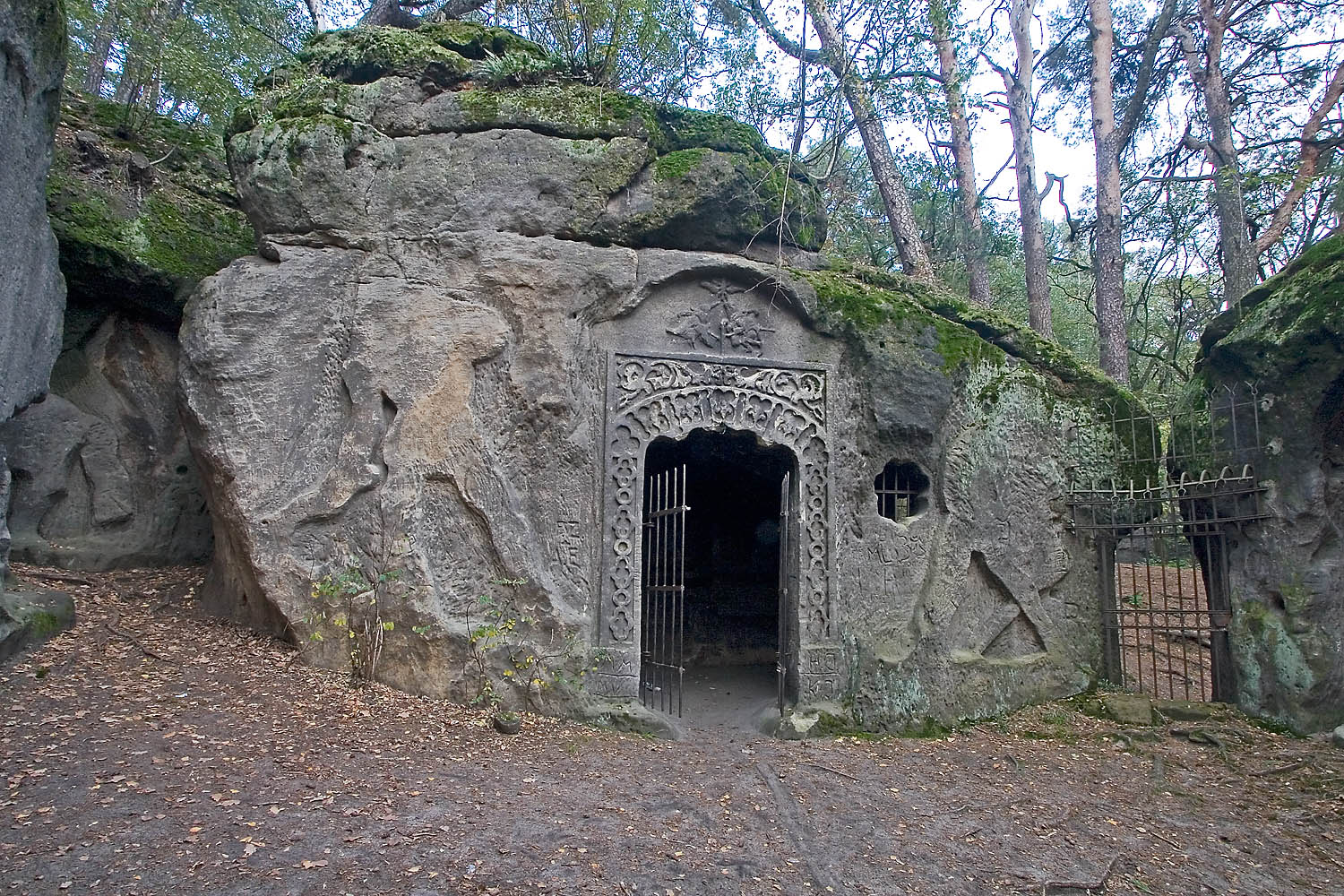
Jaskinia Klácelka
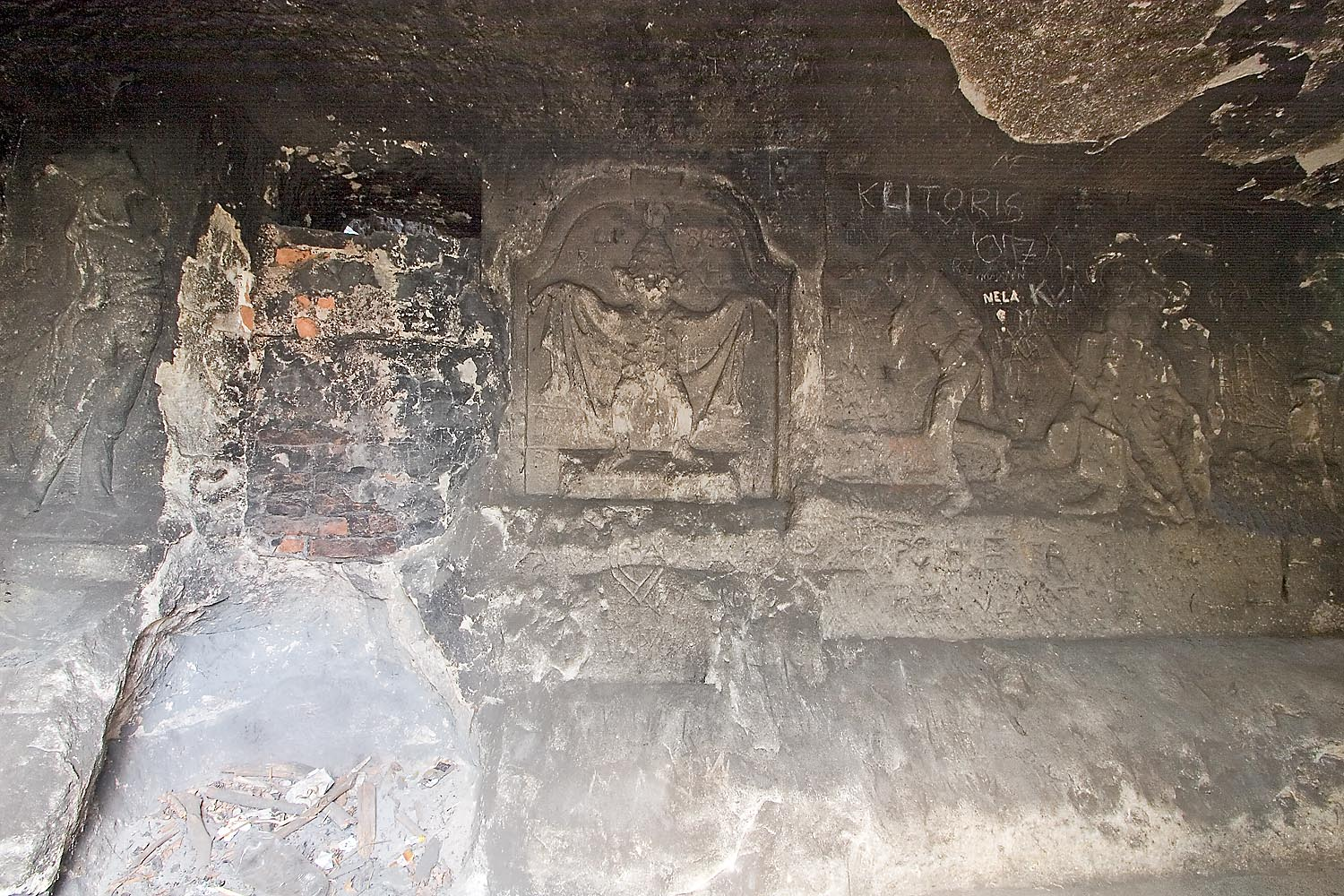
Rzeźby w jaskini Klácelka
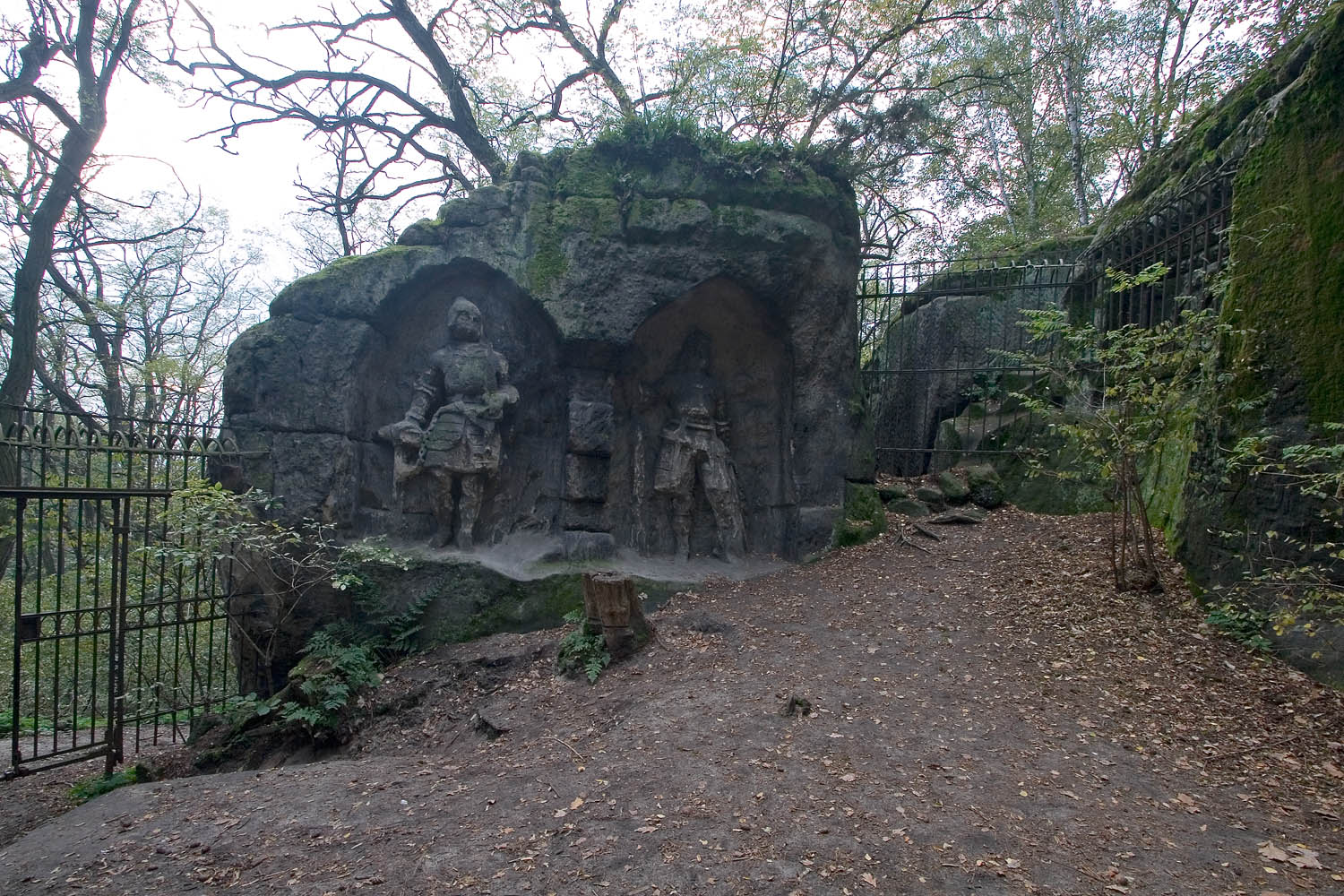
Uszkodzone rzeźby przed jaskinią Klácelka
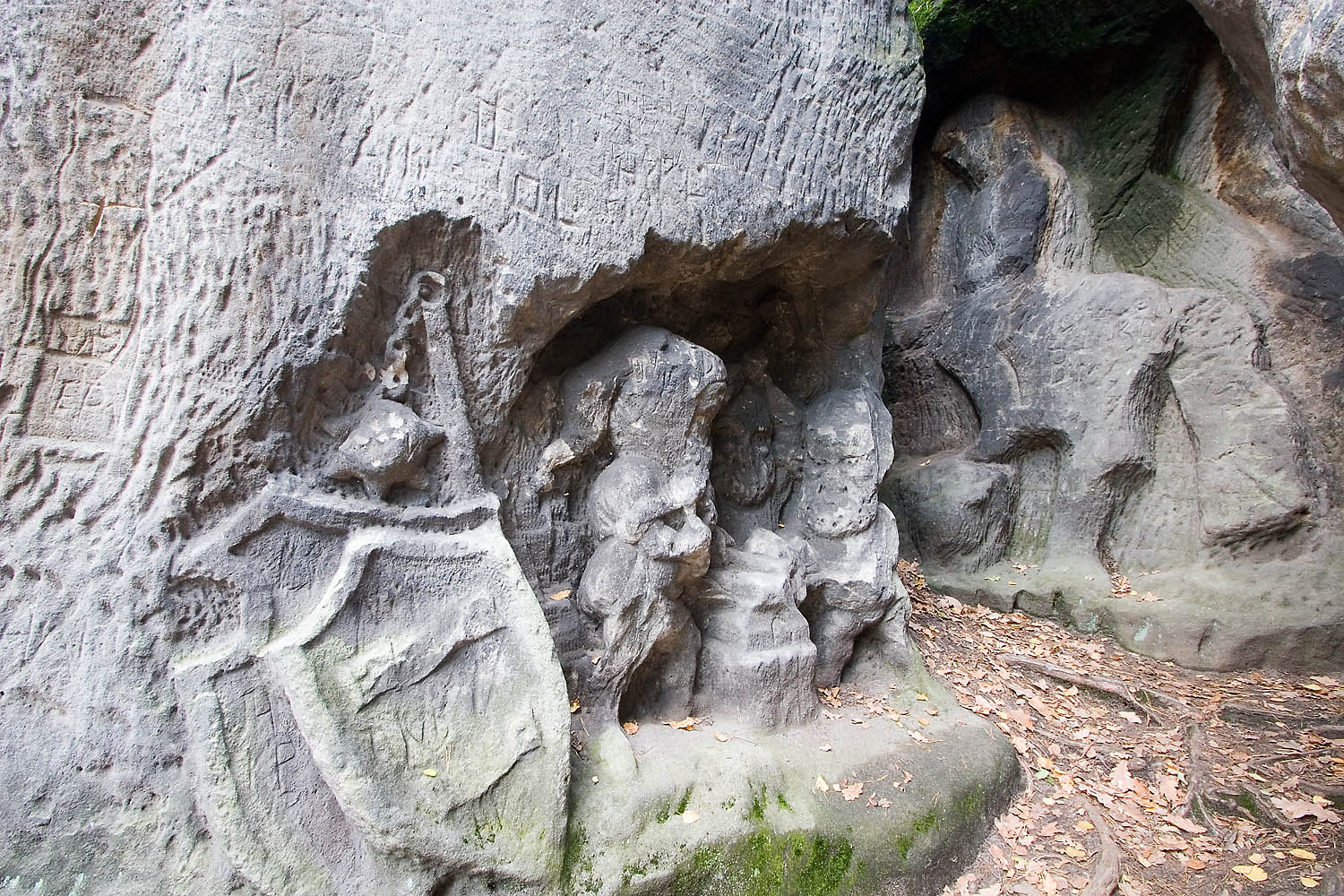
Uszkodzone rzeźby przed jaskinią Klácelka
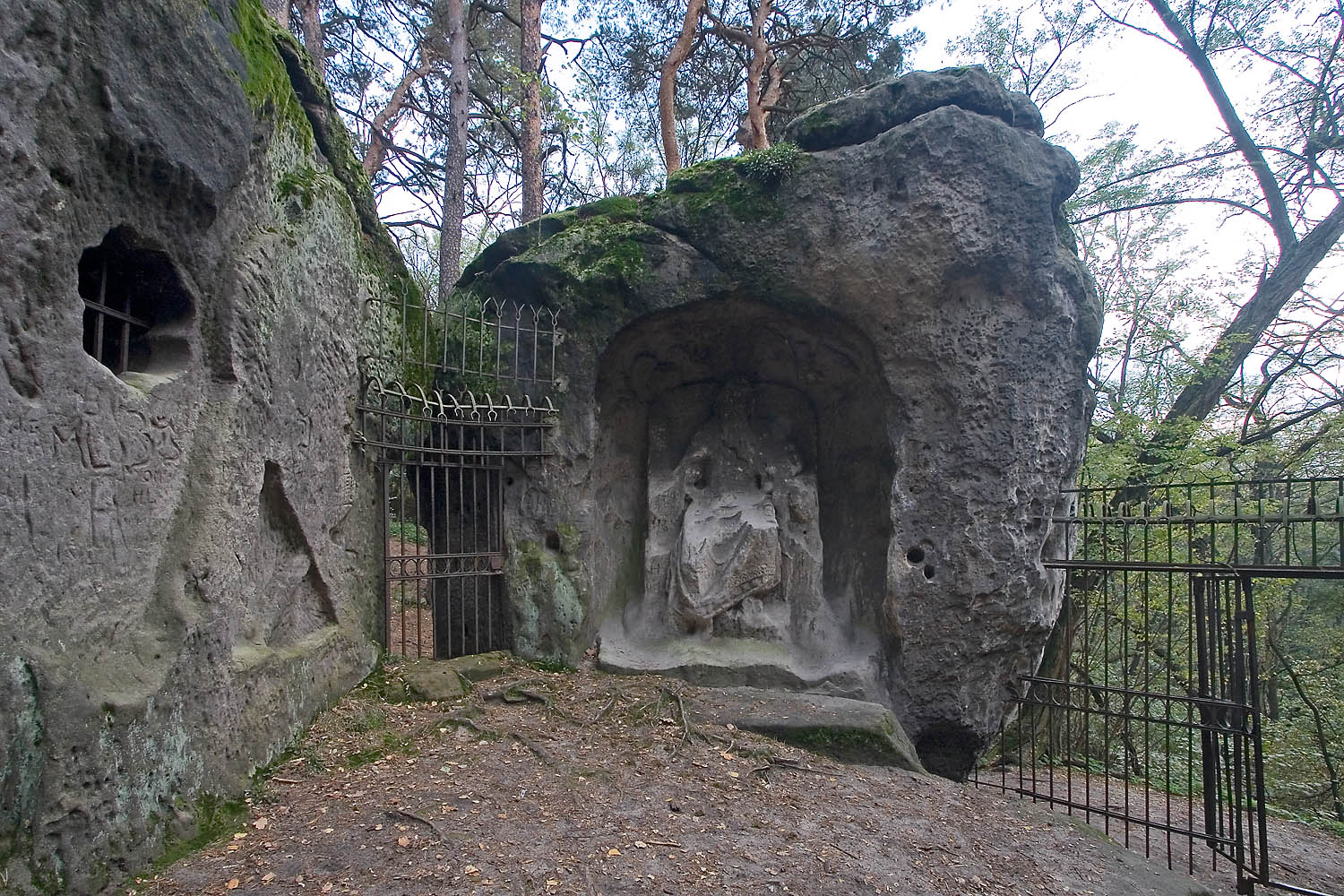
Uszkodzone rzeźby przed jaskinią Klácelka